# Șumîliv, Berșad
Șumîliv (în ucraineană Шумилів) este un sat în comuna Mankivka din raionul Berșad, regiunea Vinnița, Ucraina.

## Demografie
Componența lingvistică a localității Șumîliv
     Ucraineană (99,57%)
     Alte limbi (0,43%)
Conform recensământului din 2001, majoritatea populației localității Șumîliv era vorbitoare de ucraineană (99,57%), existând în minoritate și vorbitori de alte limbi.